# James Rønvang
James Rønvang (né le 17 juillet 1925 au Danemark et mort le 16 août 2001) est un joueur international de football danois, qui jouait au poste d'attaquant.
Il est connu pour avoir terminé meilleur buteur du championnat du Danemark lors des saisons 1949-50 avec 15 buts et 1950-51 avec 11 buts (à égalité avec Henning Bjerregaard et Jens Peter Hansen).